# Туризм в Челябинской области
Туризм в Челябинской области — часть туризма в России на территории Челябинской области.
Государственное управление туризмом в регионе осуществляет Министерство экономического развития Челябинской области.

## История развития туризма в Челябинской области
Челябинская область явилась составной частью многих всесоюзных маршрутов и принимала туристов Грузии, Краснодара, Крыма, Сибири, благодаря чему совершенствовалась имеющаяся материальная база и строились новые туристские объекты. С запуском 55-го всесоюзного туристского маршрута «По Южному Уралу» (турбаза «Ильменская» — Челябинск) туризм приобрёл глобальный характер.
В Челябинской области была впервые опробована концепция «поездов здоровья», которые отправлялись в выходные дни сначала со станции Челябинск-Главный, а затем из Копейска, Коркино, Магнитогорска. В начале 1970-х годов эта форма отдыха стала применяться в других регионах СССР.
В первой половине 1970-х количество отдыхающих на туристских базах Челябинской области увеличилось более чем в два раза. Поток туристов на маршрутах выходного дня, в поездах и самолётах вырос в 22 раза. 18 туристских поездов с Южного Урала курсировали на Кавказ, в Прибалтику, Закарпатье, в Среднюю Азию.
С 1973 года стали действовать новые всесоюзные маршруты, начинавшиеся в Челябинске. Один из маршрутов включал в себя 13-тидневный поход по Уралу и проходил через озера Еловое, Кисегач, Зюраткуль, Тургояк, хребет Таганай. Ещё один маршрут проходил от Челябинска на Ильменскую турбазу, затем в Свердловск, после в Курган и Зауралье.
В начале 1980-х годов функционировало 17 плановых маршрутов длительностью от трёх дней и выше. Дополнительно экскурсоводы Челябинской области разработали 10 новых маршрутов по Челябинску, включая экскурсии на троллейбусе. Половина маршрутов была рассчитана на детей и подростков.
В областную федерацию туризма, работавшую при областном совете профсоюзов входило 15 туристических клубов туристов и 686 секций по туризму при коллективах физкультуры в различных организациях (учебных заведениях, промышленных предприятий и т. п.). Силами федерации проводились соревнования по различным видам туризма, а также районные, городские и областные слёты. Было пройдено более 60 000 самодеятельных маршрутов. В первой половине 1980-х в Челябинской области было подготовлено 12 000 туристов-разрядников и 700 судей спортивного туризма, 132 человека получили значок «Турист СССР».
В конце 1980-х годов по решению областного совета по туризму и экскурсиям ресурсы Челябинской области старались использовать максимально. Была проведена разработка нового автобусного туристического маршрута «По озёрам Южного Урала», который охватывал по горно-заводскую часть области и знакомил туристов с промышленностью, историей и достопримечательностями городов Кыштым, Златоуст и природой озёр Увильды, Аракуль, Большая Акуля, Акакуль, Тургояк. Водные ресурсы Челябинской области были задействованы для туристов-водников, также были организованы конные маршруты.
Отдел генерального планирования института «Челябгражданпроект» разработал программу перспективного развития туризма в Челябинской области, которая предполагала улучшение маршрутной сети горно-лесной зоны с центром в Челябинске, открытие нового туристического бюро в магнитогорской зоне, организация экскурсий и походов по маршрутам выходного дня в северной горно-лесной и троицкой зонах, открытие новых автомобильных маршрутов «По Уралу» (16 дней) и «По каменному поясу Южного Урала» (18 дней).
По состоянию на 2012 год в Челябинской области было зарегистрировано более 350 туристических агентств и 23 туристических оператора. Около 20-30 туристических фирм при это являлись членами Челябинской ассоциации туристических организаций. Имелась тенденция ежегодного открытия новых 20-40 туристических фирм перед летним сезоном и закрытие большей части из них к концу сезона. Большая часть туристических фирм была ориентирована на выездной туризм и лишь малая часть занималась внутренним и въездным туризмом (7 из 23 туристических операторов). Номерной фонд гостиниц, баз отдыха и санаториев в 2012 году имел возможность принять не более 20 000 человек одновременно.
Министерством культуры Челябинской области подготовило проект по развитию внутреннего туризма «Синегорье» в который входят объекты туристической отрасли на территории Миасса, Чебаркуля, Златоуста, Кыштыма, Карабаша, Челябинска, Кунашакского муниципального района и защитило данный проект в федеральном агентстве по туризму. Проект включает в себя развитие уже известных туристических достопримечательностей Южного Урала и строительство новых, благодаря разнообразию которых возможно подготовить ряд маршрутов, включая одно-, двух- или многодневные маршруты, с вариантами в зависимости от времени года.

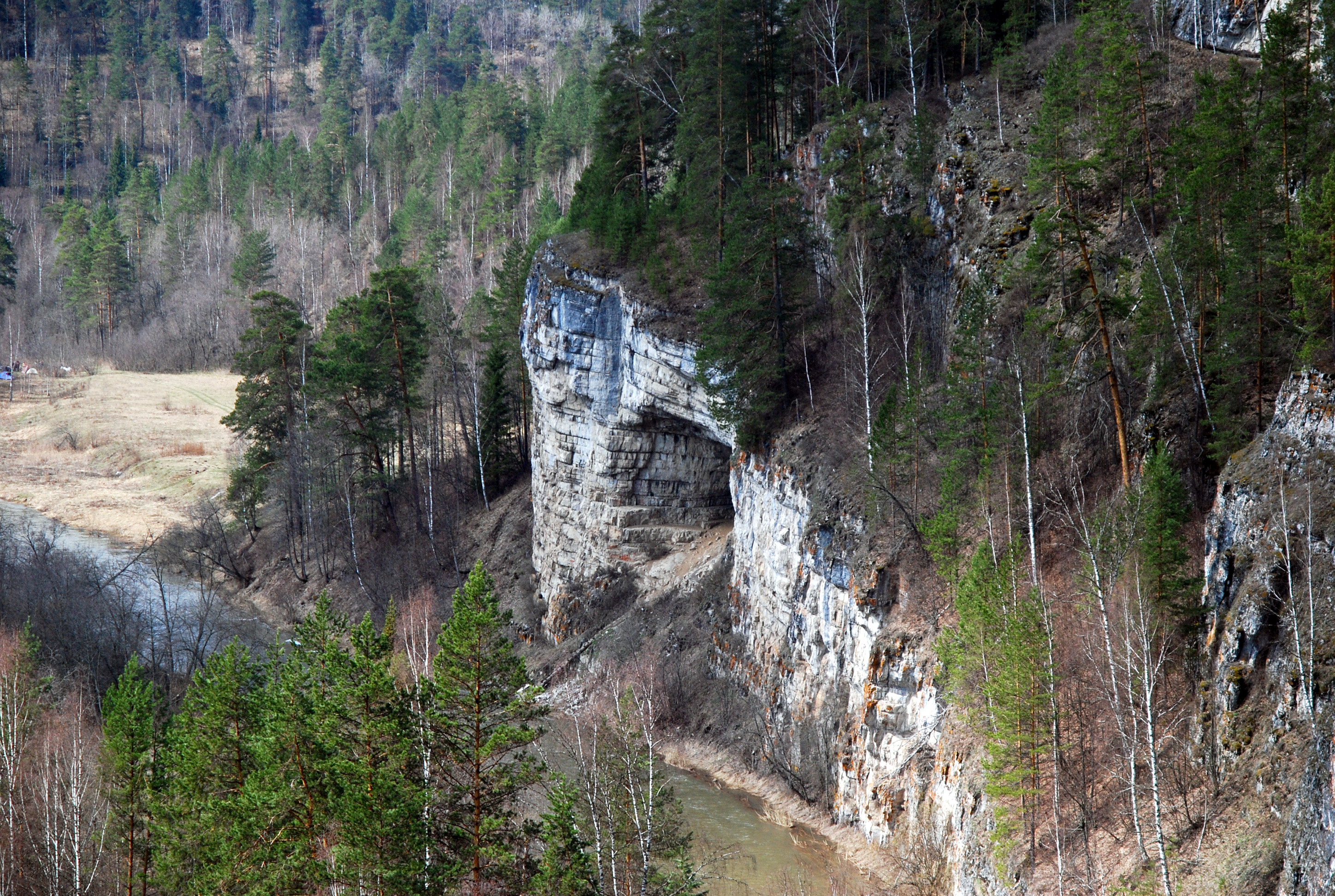
Река Сим и вход в Игнатьевскую пещеру
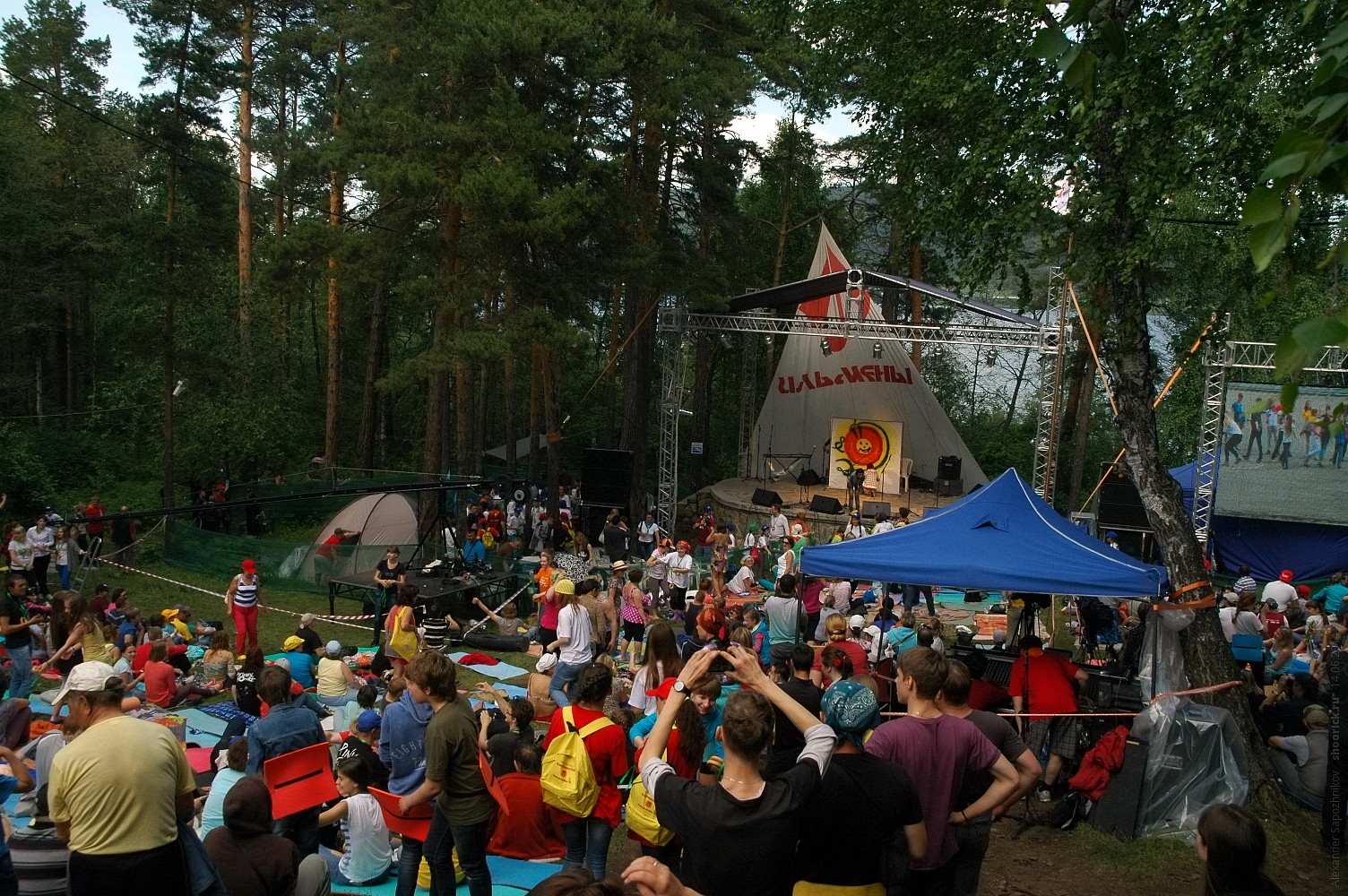
Ильменский фестиваль
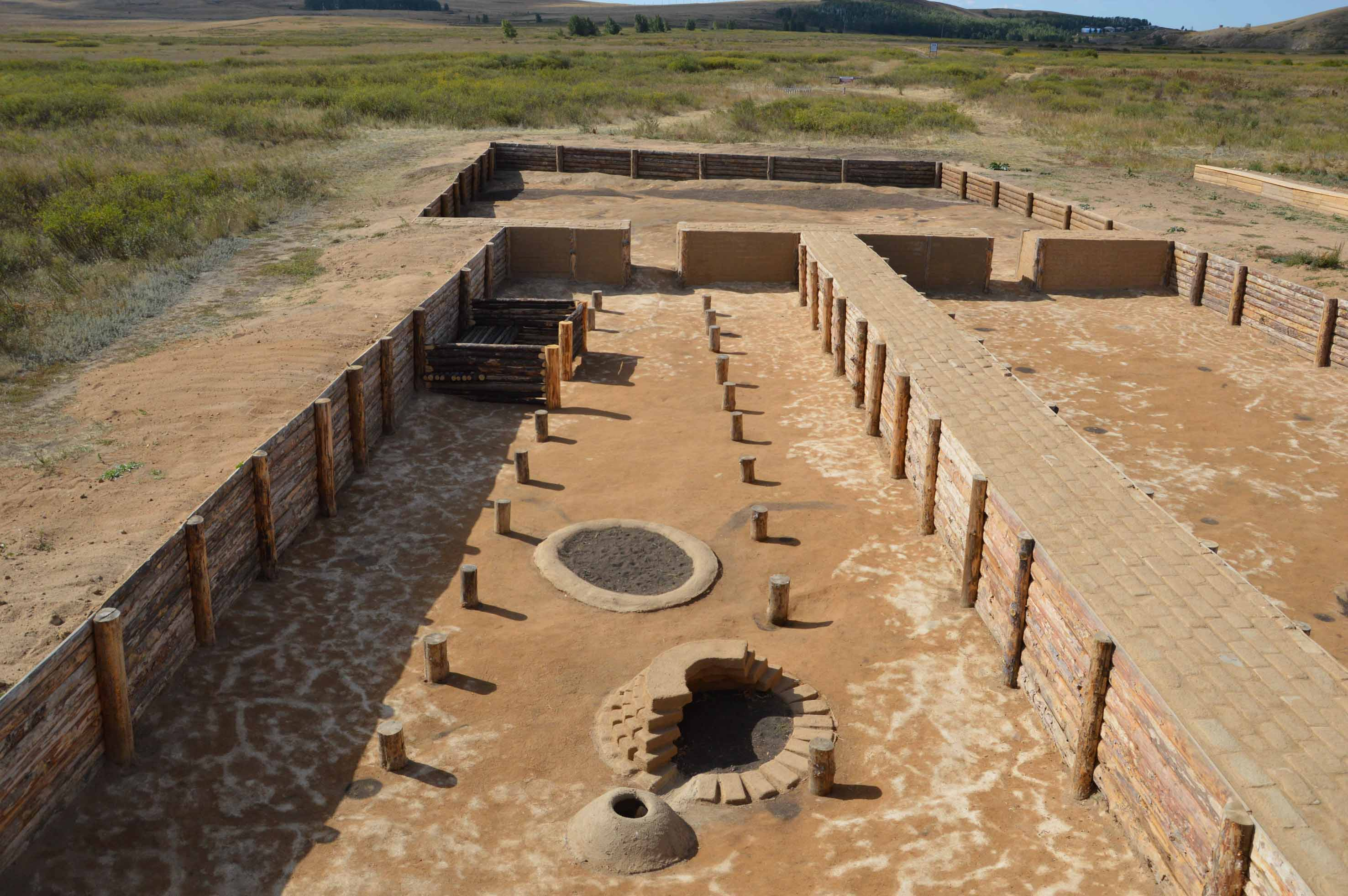
Укрепленное поселение Аркаим. Музеефицированный раскоп на двух жилищах
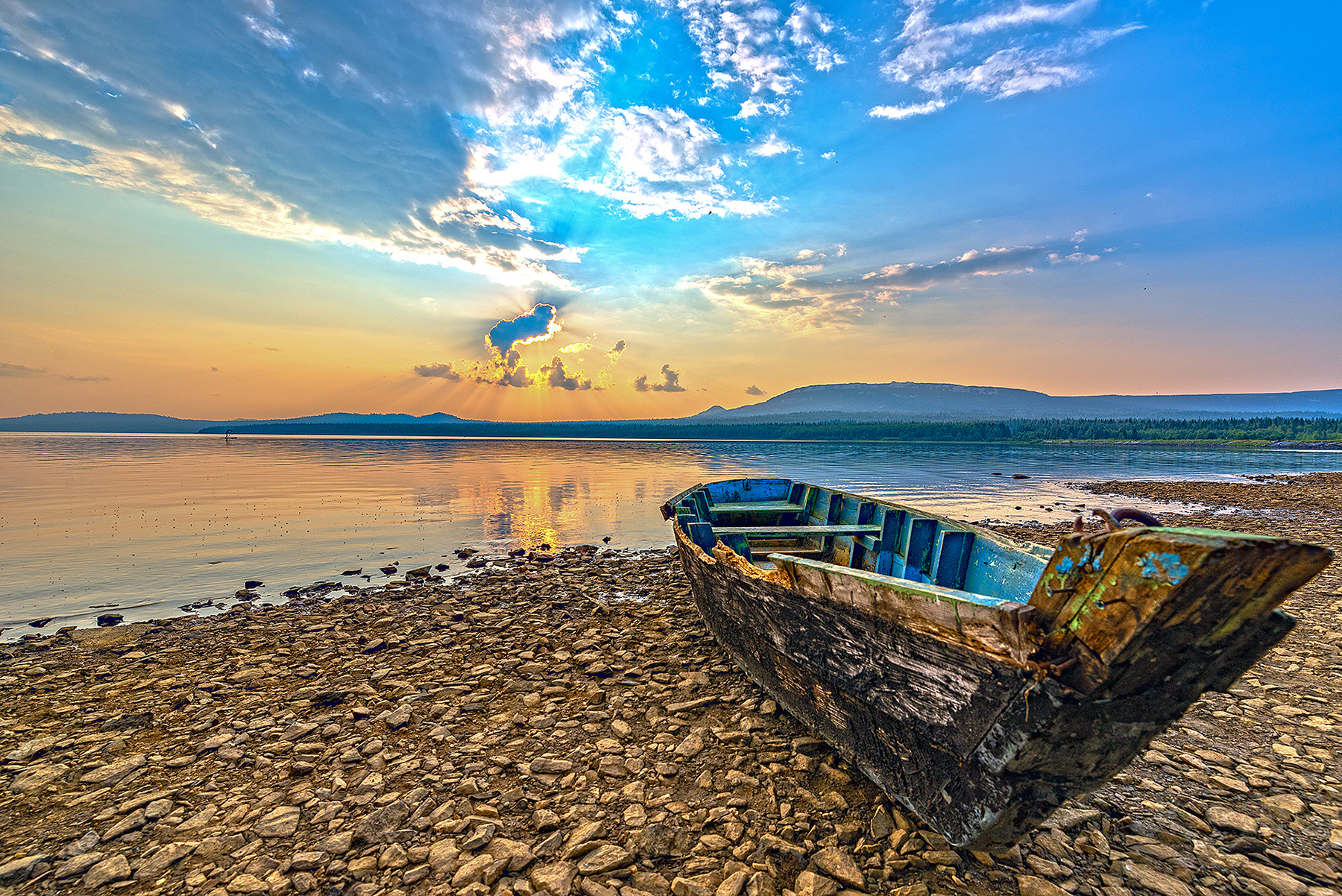
Озеро Зюраткуль на территории одноимённого национального парка

## Виды туризма в Челябинской области

### Промышленный туризм
Среди площадок промышленного туризма в Челябинской области можно выделить Магнитогорский металлургический комбинат, Челябинский трубопрокатный завод, оружейную фабрику-слободу «АИРовка» в Златоусте, единственную чайно-кофейную фабрику на Урале «Чаокофе» в Миассе и другие.
Магнитогорской компанией «Турпросвет» создан маршрут «Уральский меридиан», позволяющий совершить путешествие в Магнитогорск, Миасс, Златоуст, Чебаркуль.

### Событийный туризм
Событийный туризм определён как приоритетное направление туризма для развития Челябинской области.
С 1973 года ежегодно в начале лета около города Миасс для любителей авторской песни проводится Ильменский фестиваль. Первый областной конкурс исполнителей туристской песни, прошедший 19—20 мая 1973, собрал около 800 участников из семи городов, в настоящее время фестиваль собирает от 10 до 20 тысяч (с учётом посетителей, пришедших на короткое время — до 40 тысяч) участников из России, ближнего и дальнего зарубежья.
С 1993 года при участии главного управления культуры и искусства Челябинской области ежегодно проводится двухдневный Бажовский фестиваль народного творчества. С 1999 года фестиваль приобрёл статус общероссийского с регулярным участием коллективов и мастеров народного творчества из различных регионов России. В рамках фестиваля проводятся конкурсы и выступления коллективов народного творчества, ярмарка поделок и сувениров, мастер-классы по традиционным народным ремёслам и промыслам, воссоздание фрагментов народного быта, фольклорный праздник с участием национальных костюмов и обрядов. До 2011 года фестиваль, по обыкновению, проводился на берегу озера Большой Сунукуль Чебаркульского района, в 2007 году фестиваль проходил в Челябинске. С 2011 года фестиваль проходит на территории санатория «Дальняя дача» в Кыштыме. На время проведения фестиваля на отведенной территории устанавливаются сцены для выступлений, палаточный городок, палатки общественного питания, экспозиции творчества участников и торговые ряды.
Также туристов интересуют другие фестивали, проводимые в Челябинской области: «Чёрная скала», «Уральские фанфары», «Москва — Златоуст — транзит», Уральская Засада, «Город мастеров».

### Горнолыжный туризм
В Челябинской области действуют около 12 горнолыжных комплексов: «Абзаково» (принадлежит ПАО «ММК», расположен в Белорецком районе Башкортостана), «Аджигардак», «Банное», «Завьялиха», «Металлург-Магнитогорск» (принадлежит ПАО «ММК», расположен в Абзелиловском районе Башкортостана), «Солнечная долина» и другие.

### Экологический туризм
Одним из популярных у туристов биосферных заповедников России является Ильменский заповедник, который вначале был образован как минералогический. Здесь были открыты 11 минералов (ильменит, миасскит, ушковит, самарскит), находят редкие чёрные звездчатые корунды, а всего видов минералов в заповеднике 260. Достопримечательностями заповедника считаются более 30 озёр. На берегу озера Тургояк действует клуб дайверов. На территории заповедника действует естественно-научный музей Института минералогии. Очень богата флора заповедника более 800 видов растений, немало реликтовых. Животный мир заповедника насчитывает 50 видов млекопитающих, 200 птиц, 14 рыб.
Другой национальный парк «Таганай» также пользуется популярностью у туристов и местных жителей. Его ландшафты называли «Русской Швейцарией» и «Уральским Тиролем», здесь сохранились экологические системы тундры и луга, редколесья, реликтового леса. Одна из достопримечательностей парка Откликной гребень, где можно услышать восьмикратное эхо. Высшая точка хребта — гора Круглица, её вершина состоит из каменных глыб весом до десятков тонн. Коллекционеров минералов привлекает «Каменная река», нагромождение обломков авантюрина, её ширина 100—800 м и длина 6 км.
В районе реки Сим находится пещерный град «Серпиевский». Здесь встречаются практически все формы карстовых пещер: горизонтальные, вертикальные и лабиринтовые, карстовые воронки и провалы, родники и суходолы, карстовые арки, ниши и гроты, подземные русла рек. В Игнатьевской пещере жил и скончался старец Игнатий.
В отрогах Урала расположен национальный парк «Зюраткуль», где кроме богатой флоры и фауны, находятся исторические памятники: 10 стоянок каменного века.

### Лечебно-оздоровительный туризм
На берегах озера Увильды находится 78 здравниц (в том числе одноимённая радоновая лечебница), баз отдыха, детских оздоровительных лагерей. Возле озера имеются радоновые источники, воды озера также содержат повышенные концентрации радона и относятся к высокорадоновым (473 нкюри/л).

### Культурно-познавательный туризм
Природно-ландшафтный и историко-археологический музей-заповедник «Аркаим» хранит остатки цивилизации бронзового века, относящейся к «Стране городов». К поселению прилегает территория с целым комплексом разновременных памятников археологии. Памятник отличается уникальной сохранностью оборонительных сооружений, наличием синхронных могильников и целостностью исторического ландшафта. Считается, что именно здесь была одомашнена лошадь, а также найдена древнейшая металлургическая печь. Сохранились 70 памятников бронзового века, относящихся к цивилизациям сарматов, гуннов, башкир. Восстановлены жилища, технология выплавки бронзы и обработки камня — есть музей печей с действующими моделями. В музее проходят мастер-классы по лозоплетению, гончарному производству.

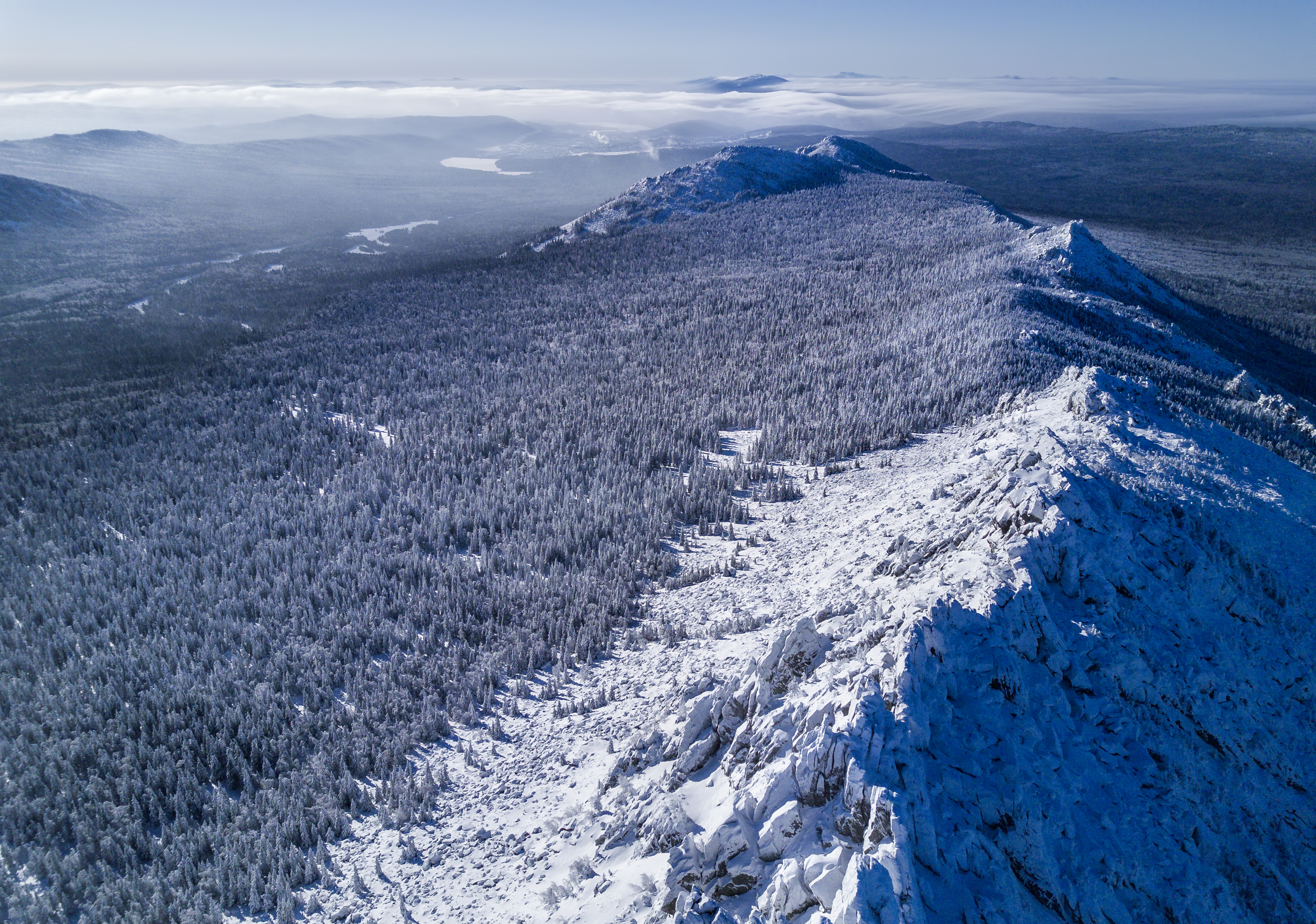
Откликной гребень — одна из вершин хребта Большой Таганай на территории национального парка «Таганай»
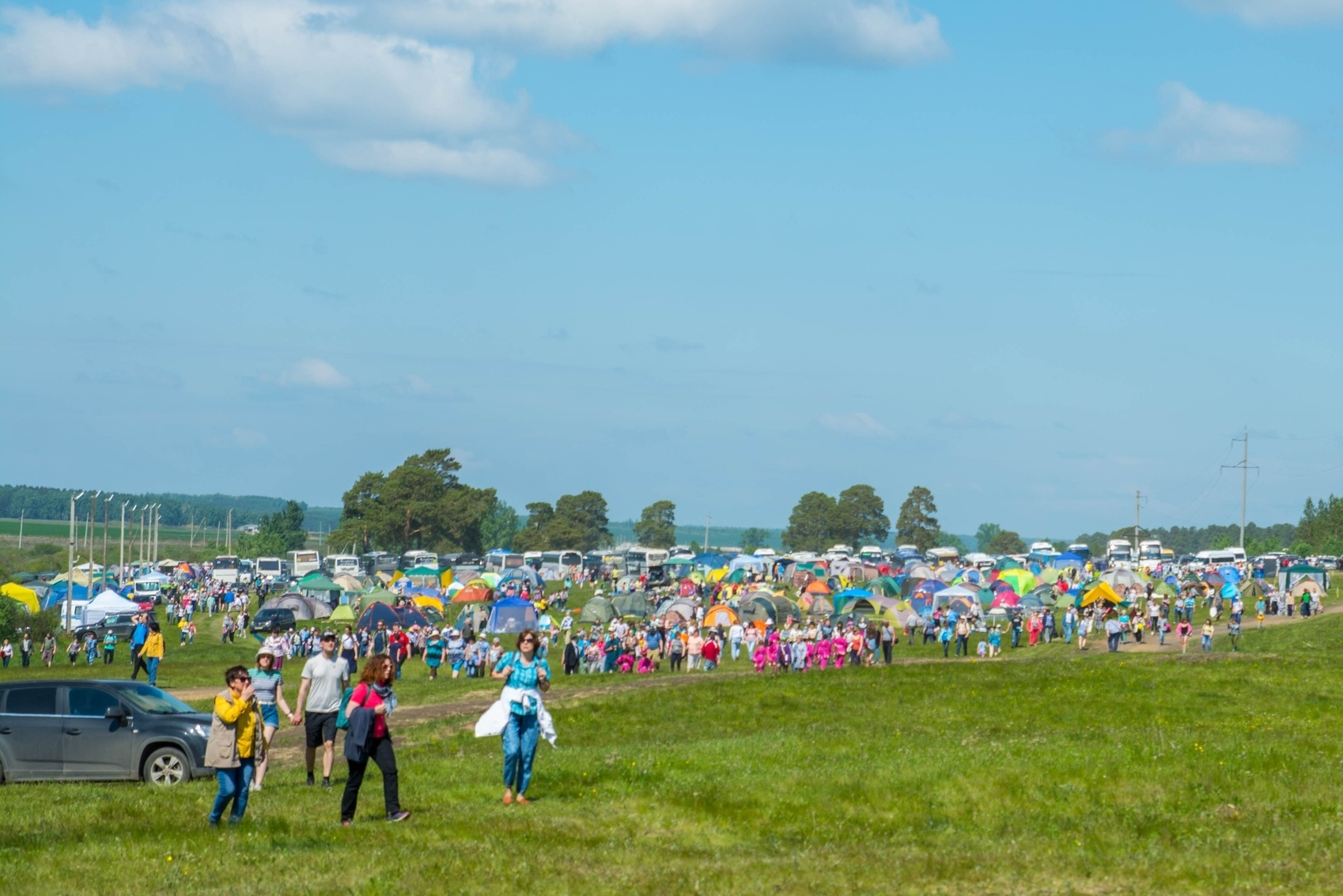
Палаточный лагерь Бажовского фестиваля
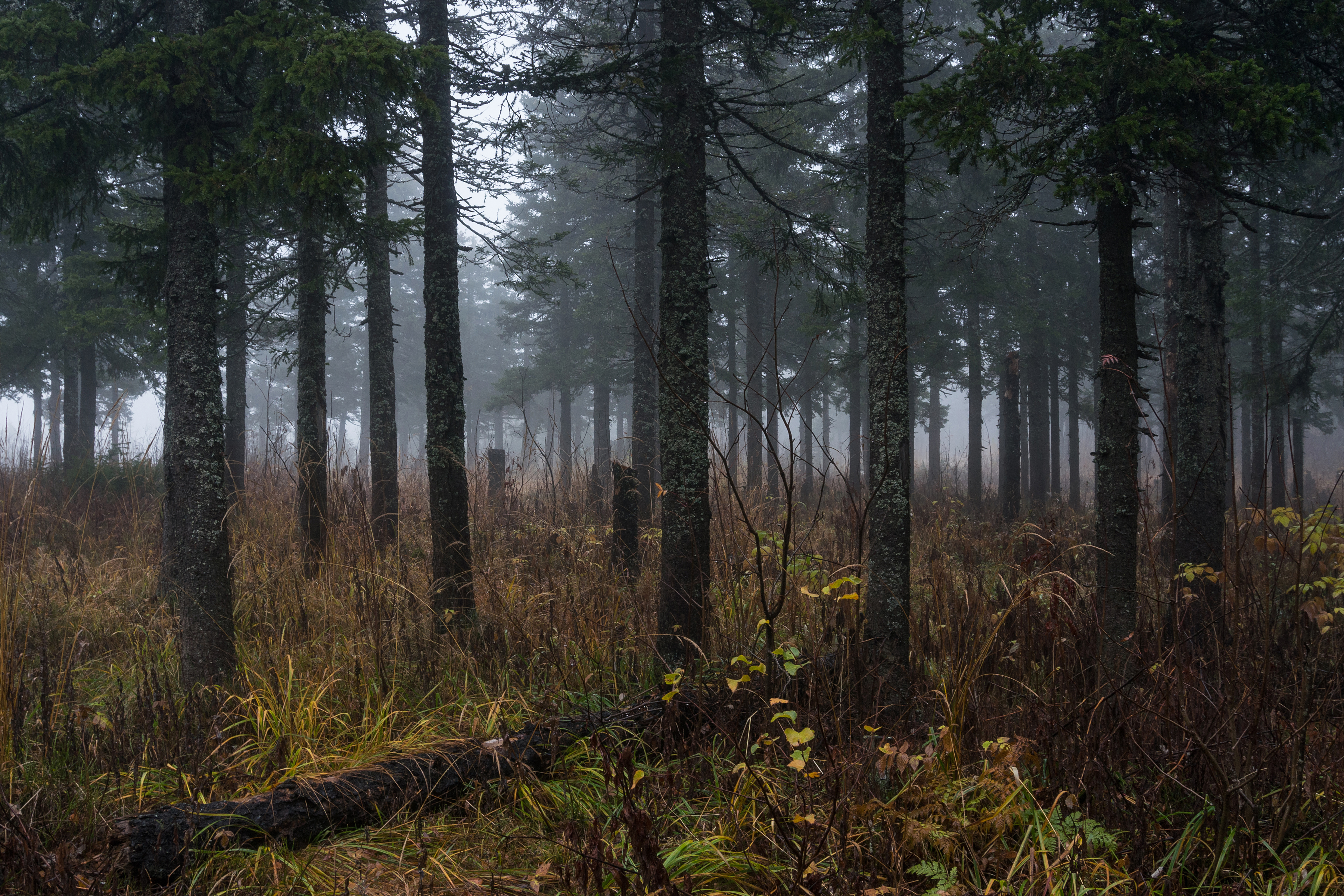
Национальный парк «Таганай»
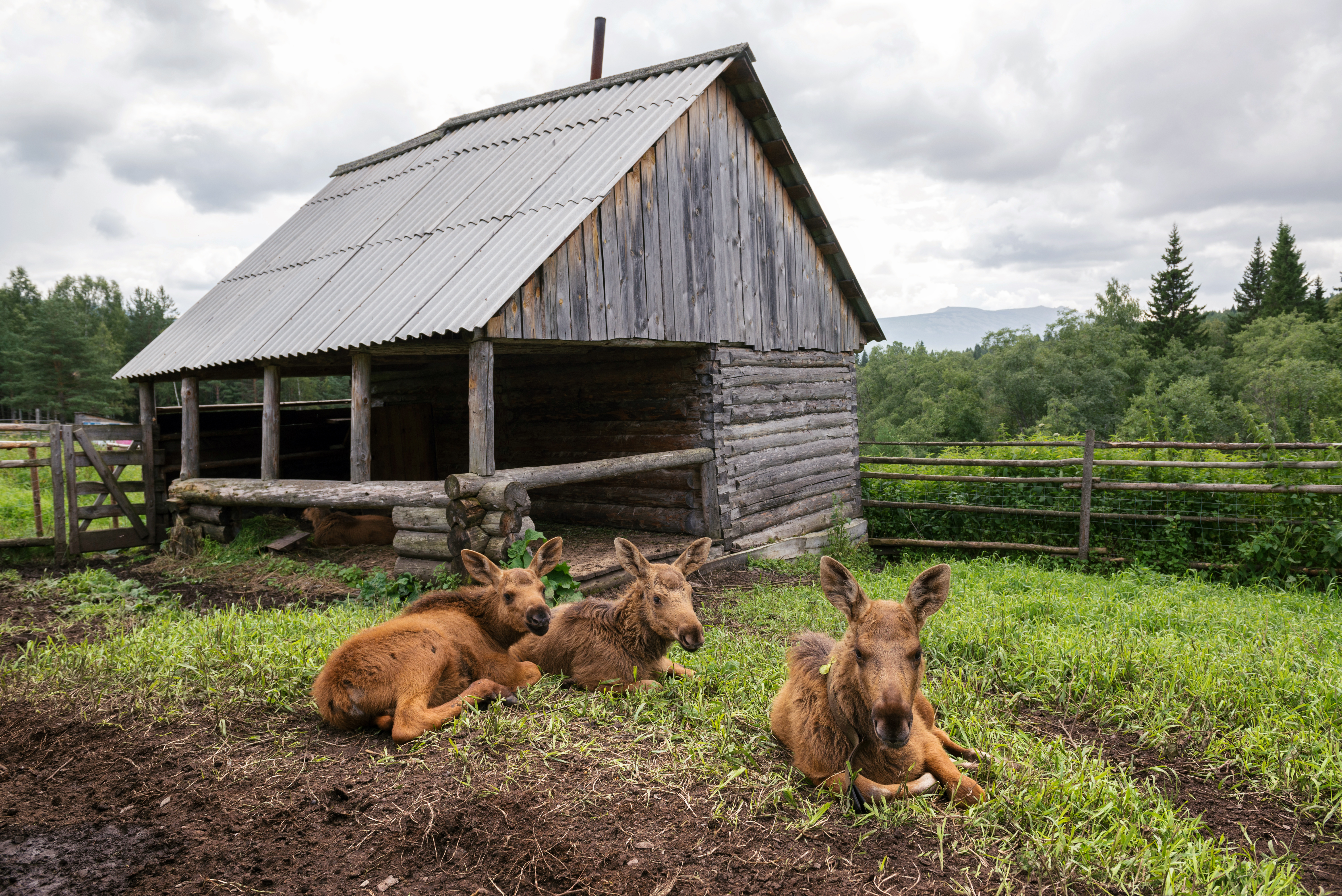
Кордон «У трёх вершин», национальный парк «Зюраткуль»